# Jenő Schönberger

Wappen von Jenő Schönberger

Jenő Schönberger, eigentlich Eugen Schönberger, (* 18. Juni 1959 in Turulung bei Negrești-Oaș, Volksrepublik Rumänien) ist Bischof des Bistums Satu Mare in Rumänien.

## Leben
Schönberger stammt aus Turulung (ungarisch: Túrterebes; deutsch Turterebesch) an der rumänisch-ukrainischen Grenze. Er empfing am 23. Juni 1985 die Priesterweihe.
Er wurde 2003 von Papst Johannes Paul II. zum Bischof von Satu Mare (Szatmár) ernannt. Die Bischofsweihe am 21. Juni 2003 spendete ihm der Erzbischof von Alba Iulia, György Jakubinyi (Hauptkonsekrator), sowie der damalige Apostolische Nuntius in Rumänien, Erzbischof Jean-Claude Périsset, und der Bischof von Oradea Mare, József Tempfli.